# 19th Street Oakland
19th Street Oakland is een metrostation in de Amerikaanse stad Oakland (Californië) en is onderdeel van het BART netwerk. Het station werd geopend op 11 september 1972 als onderdeel van de Richmond-Fremont Line, de eerste lijn van BART, die in oranje op de kaart staat. De bouw van de metro in Oakland begon op 24 januari 1966, waarbij de tunnel in het centrum, net als later die in het centrum van San Francisco, twee verdiepingen kreeg. De metro's naar het zuiden rijden op niveau -3 waar 1 spoor beschikbaar is voor alle lijnen, op niveau -2 rijden de metro's naar het noorden. Hoewel het mogelijk is om het westelijke spoor in twee richtingen te gebruiken is dit niet gebruikelijk. De Pittsburg/Bay Point-SFO/Millbrae Line gebruikt het westelijke spoor, de Richmond-Fremont Line en de Richmond-Millbrae Line het oostelijke. Het onderste perron is een zijperron, het bovenste perron is een eilandperron tussen de sporen, op niveau -1 ligt de verdeelhal. Als onderscheid met het vrijwel identieke station 12th Street/Oakland City Center zijn blauwe bakstenen gebruikt bij de bekleding van het beton.